# Aprifrontalia
Aprifrontalia és un gènere d'aranyes araneomorfes de la subfamilia Erigoninae, dins de la família Linyphiidae.
Fou descrit per primera vegada per R. Oi l'any 1960.

## Distribució
Es pot trobar a l'Est d'Àsia i la veïna Rússia.

## Llista d'espècies
Segons The World Spider Catalog 12.0:
- Aprifrontalia afflata Dt. & Zhu, 1991
- Aprifrontalia mascula (Karsch, 1879) (Espècie tipus)